# Camille (moyen métrage)
Pour les articles homonymes, voir Camille.
Ne doit pas être confondu avec Camille (film, 1926).
Camille est un moyen métrage américain réalisé par Ralph Barton et sorti en 1926.
C'est une libre adaptation de La Dame aux camélias d'Alexandre Dumas fils. On peut noter les apparitions de Charlie Chaplin, Paul Claudel, Sacha Guitry, Yvonne Printemps et bien d'autres acteurs et personnalités de l'époque.

## Fiche technique
- Réalisation : Ralph Barton
- Durée : 33 minutes (version rééditée en DVD)

## Distribution
- Paul Robeson : Alexandre Dumas (fils)
- Sinclair Lewis
- Anita Loos : Camille
- George Jean Nathan : Arthur
- Donald Freeman : Gustave
- Pauline Starke : Nan
- Theodore Dreiser : Gas-House Gleasen
- Sherwood Anderson : Mr. X
- Clarence Darrow : August Peters
- Lois Moran : Alice Brown
- Édouard Bourdet
- Jacques Copeau : Radavanni
- Georges Lepape : The Weasel
- Denise Bourdet : Olga Petroff
- Bernard Boulet de Monuel : Dou-Dou-Dou
- Sacha Guitry : Mancha y Zaragosa
- Yvonne Printemps : Angèle Hemingway
- Alfred Knopf : Abd-el-Hammam
- Serge Koussevitzky : Grand Duc Michael
- Wally Toscanini : Madge
- H.L. Mencken : Andrew Volstead
- Joseph Hergesheimer : Spirit of Valentino
- Aileen Pringle : Estelle
- Marie-Blanche de Polignac : Les Pâcheux
- Julia Hoyt : Kitty
- Charlie Chaplin : Mike
- Ethel Barrymore : Olympe
- John Emerson : Conte de Varville
- Sem : Archbishop of Canterbury
- Paul Morand : Lars Nelson
- Patsy Ruth Miller : Sadie
- Morris Gest : Butter-and-Egg Man
- Lili Darvas : Queenie
- Rex Ingram : Charles Stewart Parnell
- Paul Claudel : Jean Bart
- W. Somerset Maugham : Monsieur Duval
- Roland Young : Lord Kyne
- Ferenc Molnár : Drnskaqrsk
- Max Reinhardt : Siegfried
- Charles G. Shaw : Armand Duval
- T.R. Smith : Docteur
- Zéna Naylor : Nurse
- Mary Hutchins : Nanine
- Richard Barthelmess : Gaston
- Chauncey Olcott : Pierre
- Nikita Balieff : Ivon
- Dorothy Gish : Grace
- James Rennie : Philippe
- Carmel Myers : Agatha